# Megachile gothalauniensis
Megachile gothalauniensis är en biart som beskrevs av Pérez 1902. Megachile gothalauniensis ingår i släktet tapetserarbin, och familjen buksamlarbin. Inga underarter finns listade i Catalogue of Life.